# Aenigmatanthera lasiandra
Aenigmatanthera lasiandra är en tvåhjärtbladig växtart som först beskrevs av Adrien Henri Laurent de Jussieu, och fick sitt nu gällande namn av W.R.Anderson. Aenigmatanthera lasiandra ingår i släktet Aenigmatanthera och familjen Malpighiaceae. Inga underarter finns listade i Catalogue of Life.